# Rudolf Wetzer
Rudolf Wetzer (Temesvár, 17 marzo 1901 – Haifa, 13 aprile 1993) è stato un calciatore e allenatore di calcio rumeno, di ruolo attaccante.

## Statistiche

### Cronologia presenze e reti in nazionale
| Cronologia completa delle presenze e delle reti in nazionale ― Romania | Cronologia completa delle presenze e delle reti in nazionale ― Romania | Cronologia completa delle presenze e delle reti in nazionale ― Romania | Cronologia completa delle presenze e delle reti in nazionale ― Romania | Cronologia completa delle presenze e delle reti in nazionale ― Romania | Cronologia completa delle presenze e delle reti in nazionale ― Romania | Cronologia completa delle presenze e delle reti in nazionale ― Romania | Cronologia completa delle presenze e delle reti in nazionale ― Romania |
| Data                                                                   | Città                                                                  | In casa                                                                | Risultato                                                              | Ospiti                                                                 | Competizione                                                           | Reti                                                                   | Note                                                                   |
| ---------------------------------------------------------------------- | ---------------------------------------------------------------------- | ---------------------------------------------------------------------- | ---------------------------------------------------------------------- | ---------------------------------------------------------------------- | ---------------------------------------------------------------------- | ---------------------------------------------------------------------- | ---------------------------------------------------------------------- |
| 10-6-1923                                                              | Bucarest                                                               | Romania                                                                | 2 – 1                                                                  | Jugoslavia                                                             | Amichevole                                                             | -                                                                      |                                                                        |
| 1-7-1923                                                               | Cluj                                                                   | Romania                                                                | 0 – 6                                                                  | Cecoslovacchia                                                         | Amichevole                                                             | -                                                                      |                                                                        |
| 20-5-1924                                                              | Vienna                                                                 | Austria                                                                | 4 – 1                                                                  | Romania                                                                | Amichevole                                                             | -                                                                      |                                                                        |
| 27-5-1924                                                              | Colombes                                                               | Paesi Bassi                                                            | 6 – 0                                                                  | Romania                                                                | Olimpiadi 1924 - Ottavi                                                | -                                                                      |                                                                        |
| 31-5-1925                                                              | Sofia                                                                  | Bulgaria                                                               | 2 – 4                                                                  | Romania                                                                | Amichevole                                                             | 2                                                                      |                                                                        |
| 7-5-1926                                                               | Istanbul                                                               | Turchia                                                                | 1 – 3                                                                  | Romania                                                                | Amichevole                                                             | -                                                                      |                                                                        |
| 3-10-1926                                                              | Zagabria                                                               | Jugoslavia                                                             | 2 – 3                                                                  | Romania                                                                | Amichevole                                                             | 1                                                                      |                                                                        |
| 10-5-1927                                                              | Bucarest                                                               | Romania                                                                | 0 – 3                                                                  | Jugoslavia                                                             | Amichevole                                                             | -                                                                      |                                                                        |
| 19-6-1927                                                              | Bucarest                                                               | Romania                                                                | 3 – 3                                                                  | Polonia                                                                | Amichevole                                                             | -                                                                      |                                                                        |
| 15-4-1928                                                              | Arad                                                                   | Romania                                                                | 4 – 2                                                                  | Turchia                                                                | Amichevole                                                             | 1                                                                      |                                                                        |
| 6-5-1928                                                               | Belgrado                                                               | Jugoslavia                                                             | 3 – 1                                                                  | Romania                                                                | Amichevole                                                             | -                                                                      |                                                                        |
| 25-5-1930                                                              | Bucarest                                                               | Romania                                                                | 8 – 1                                                                  | Grecia                                                                 | Coppa dei Balcani 1929-1931                                            | 5                                                                      |                                                                        |
| 14-7-1930                                                              | Montevideo                                                             | Romania                                                                | 3 – 1                                                                  | Perù                                                                   | Mondiali 1930 - 1º turno                                               | -                                                                      |                                                                        |
| 21-7-1930                                                              | Montevideo                                                             | Uruguay                                                                | 4 – 0                                                                  | Romania                                                                | Mondiali 1930 - 1º turno                                               | -                                                                      |                                                                        |
| 12-10-1930                                                             | Sofia                                                                  | Bulgaria                                                               | 5 – 3                                                                  | Romania                                                                | Coppa dei Balcani 1929-1931                                            | 2                                                                      |                                                                        |
| 12-6-1932                                                              | Bucarest                                                               | Romania                                                                | 6 – 3                                                                  | Francia                                                                | Amichevole                                                             | 2                                                                      |                                                                        |
| 26-6-1932                                                              | Belgrado                                                               | Bulgaria                                                               | 2 – 0                                                                  | Romania                                                                | Coppa dei Balcani 1932                                                 | -                                                                      |                                                                        |
| Totale                                                                 |                                                                        | Presenze                                                               | 17                                                                     |                                                                        | Reti                                                                   | 13                                                                     |                                                                        |

## Palmarès

### Giocatore

#### Competizioni nazionali
- Campionato rumeno: 2

Chinezul Timisoara: 1925-1926, 1926-1927

#### Competizioni internazionali
- Coppa Mitropa: 1

Ujpest: 1929

### Allenatore

#### Competizioni nazionali
- Campionato rumeno: 1

Ripensia Timisoara: 1934-1935